# Dualismo mente-corpo

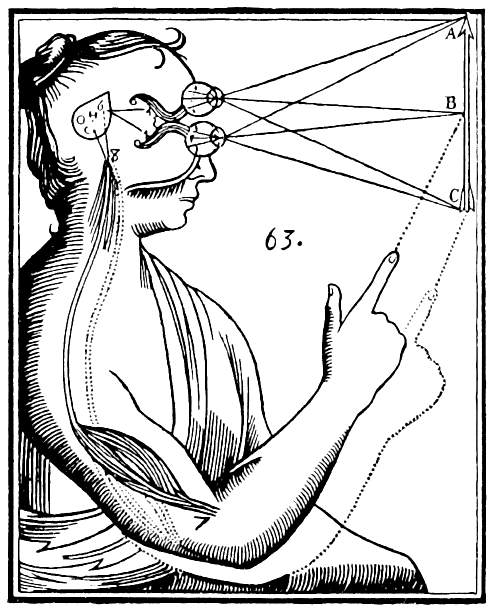
Ilustração do dualismo de René Descartes. Estímulos de entrada são transmitidos pelos órgãos sensoriais para a epífise no cérebro e daí para o espírito imaterial.

O dualismo mente-corpo, ou dualidade mente-corpo, é uma visão na filosofia da mente de que os fenômenos mentais não são físicos ou que a mente e o corpo são distintos e separáveis. Assim, abrange um conjunto de pontos de vista sobre a relação entre mente e matéria, e entre sujeito e objeto, e contrasta com outras posições, como fisicalismo e enativismo, no problema mente-corpo.
Aristóteles compartilhou a visão de Platão sobre múltiplas almas e elaborou um arranjo hierárquico, correspondente às funções distintas de plantas, animais e pessoas: uma alma nutritiva de crescimento e metabolismo que os três compartilham; uma alma perceptiva de dor, prazer e desejo que somente pessoas e outros animais compartilham; e a faculdade da razão, que é exclusiva apenas para as pessoas. Neste ponto de vista, uma alma é a forma hilemórfica de um organismo viável, em que cada nível de hierarquia formalmente supervém sobre a substância do nível anterior. Assim, para Aristóteles, as primeiras duas almas, fundamentadas no corpo, perecem quando o organismo vivo morre, enquanto que permanece uma parte intelectiva imortal e perpétua da mente. Para Platão, a substância da alma não era dependente do corpo físico; ele acreditava na metempsicose, a migração da alma para um novo corpo físico.
O dualismo está intimamente associado ao pensamento de René Descartes (1641), que sustenta que a mente é uma substância não física — e, portanto, não espacial. Descartes identificou claramente a mente com consciência e autoconsciência e a distinguiu do cérebro como sede da inteligência. Por isso, ele foi o primeiro a formular o problema mente-corpo na forma em que ela existe hoje. Dualismo é contrastado com vários tipos de monismo. O dualismo de substâncias é contrastado com todas as formas de materialismo, mas o dualismo de propriedades pode ser considerado uma forma de materialismo emergente ou fisicalismo não redutivo em algum sentido.

## Tipos
O dualismo ontológico assume compromissos duplos sobre a natureza da existência, no que se refere à mente e à matéria, e pode ser dividido em três tipos diferentes:
1. O dualismo de substância afirma que mente e matéria são tipos fundamentalmente distintos de fundamentos.[1]
2. O dualismo de propriedade sugere que a distinção ontológica está nas diferenças entre as propriedades da mente e da matéria (como no emergentismo).[1]
3. O dualismo de predicado alega a irredutibilidade de predicados mentais a predicados físicos.[1]

### Dualismo cartesiano ou de substância
O dualismo de substâncias é um tipo de dualismo mais famoso por René Descartes, que afirma que existem dois tipos de fundamento: mental e corporal. Essa filosofia afirma que o mental pode existir fora do corpo e que o corpo não pode pensar. O dualismo de substâncias é importante historicamente por ter suscitado muita reflexão sobre o famoso problema mente-corpo. O dualismo de substâncias é uma posição filosófica compatível com a maioria das teologias que afirmam que as almas imortais ocupam um domínio de existência independente, distinto do mundo físico.

### Dualismo de propriedades
O dualismo da propriedade afirma que uma distinção ontológica está nas diferenças entre propriedades da mente e da matéria e que a consciência é ontologicamente irredutível à neurobiologia e à física. Ele afirma que quando a matéria é organizada da maneira apropriada (isto é, da maneira como os corpos humanos vivos são organizados), surgem propriedades mentais. Portanto, é um sub-ramo do materialismo emergente. Quais pontos de vista se enquadram adequadamente na rubrica dualismo de propriedade é em si uma questão de disputa. Existem versões diferentes do dualismo da propriedade, algumas das quais reivindicam categorização independente.
O fisicalismo não redutivo é uma forma de dualismo de propriedade, na qual se afirma que todos os estados mentais são causalmente redutíveis aos estados físicos. Um argumento para isso foi apresentado na forma de monismo anômalo expresso por Donald Davidson, onde se argumenta que eventos mentais são idênticos a eventos físicos e que pode haver relações causais estritas governadas por lei. Outro argumento para isso foi expresso por John Searle, que advoga uma forma distinta de fisicalismo que ele chama de naturalismo biológico. Sua opinião é que, embora os estados mentais sejam ontologicamente irredutíveis aos estados físicos, eles são causalmente redutíveis (ver causalidade). Ele reconheceu que "para muitas pessoas" seus pontos de vista e os dos dualistas de propriedades são muito parecidos. Mas ele acha que a comparação é enganosa.

#### Epifenomenalismo
O epifenomenalismo é uma forma de dualismo de propriedade, na qual se afirma que um ou mais estados mentais não exercem influência sobre estados físicos (ontológicos e causalmente irredutíveis). Ela afirma que, enquanto as causas materiais dão origem a sensações, volições, ideias etc., esses fenômenos mentais não causam mais nada: são becos sem saída causais. Isso pode ser contrastado com o interacionismo, por outro lado, no qual causas mentais podem produzir efeitos materiais e vice-versa.

### Dualismo de predicado
O dualismo de predicado é uma visão adotada por fisicalistas não reducionistas, como Donald Davidson e Jerry Fodor, que sustentam que, embora exista apenas uma categoria ontológica de substâncias e propriedades de substâncias (geralmente físicas), os predicados que usamos para descrever eventos mentais não podem ser redescritos em termos de (ou reduzidos a) predicados físicos de línguas naturais. Se caracterizarmos o monismo de predicado como a visão adotada por materialistas eliminativos, que sustentam que predicados intencionais como acreditar, desejar, pensar, sentir etc. serão eventualmente eliminados da linguagem da ciência e de linguagem comum porque as entidades a que se referem não existem, então o dualismo de predicado é mais facilmente definido como a negação dessa posição. Os dualistas de predicado acreditam que a chamada "psicologia popular", com todas as suas atribuições de atitudes proposicionais, é uma parte ineliminável da atividade de descrever, explicar e entender os estados e comportamentos mentais humanos.
Davidson, por exemplo, adere ao Monismo Anômalo, segundo o qual não pode haver leis psicofísicas estritas que conectem eventos mentais e físicos sob suas descrições como eventos mentais e físicos. No entanto, todos os eventos mentais também têm descrições físicas. É nos termos deste último que tais eventos podem ser conectados em relações semelhantes a leis com outros eventos físicos. Os predicados mentais são de caráter irredutivelmente diferente (racional, holístico e necessário) dos predicados físicos (contingentes, atômicos e causais).

## Visões dualistas da causação mental

Quatro variedades de interação causal dualista. As setas indicam a direção das causas. Os estados mentais e físicos são mostrados em vermelho e azul, respectivamente.

Esta parte trata da causalidade entre propriedades e estados da coisa em estudo, não suas substâncias ou predicados. Aqui, um estado é o conjunto de todas as propriedades do que está sendo estudado. Assim, cada estado descreve apenas um ponto no tempo.

### Interacionismo
Interacionismo é a visão de que estados mentais, como crenças e desejos, interagem causalmente com estados físicos. Essa é uma posição muito atraente para as intuições do senso comum, apesar do fato de ser muito difícil estabelecer sua validade ou corretude por meio de argumentação lógica ou prova empírica. Parece apelar para o senso comum, porque estamos cercados por ocorrências cotidianas como uma criança tocando um fogão quente (evento físico) que faz com que ele sinta dor (evento mental) e depois berra e grita (evento físico), o que causa seus pais experimentar uma sensação de medo e proteção (evento mental) e assim por diante.

### Fisicalismo não redutivo
O fisicalismo não redutivo é a ideia de que, embora os estados mentais sejam físicos, eles não são redutíveis às propriedades físicas, pois uma distinção ontológica está nas diferenças entre as propriedades da mente e da matéria. De acordo com o fisicalismo não redutivo, todos os estados mentais são causalmente redutíveis a estados físicos, onde as propriedades mentais são mapeadas para propriedades físicas e vice-versa. Uma forma proeminente de fisicalismo não redutivo, chamada monismo anômalo, foi proposta pela primeira vez por Donald Davidson em seu artigo de 1970 Mental events, onde se afirma que os eventos mentais são idênticos com os eventos físicos e que o mental é anômalo, ou seja, sob suas descrições mentais esses eventos mentais não são regulados por leis físicas estritas.

### Epifenomenalismo
O epifenomenalismo afirma que todos os eventos mentais são causados por um evento físico e não têm consequências físicas, e que um ou mais estados mentais não têm influência sobre os estados físicos. Portanto, o evento mental de decidir pegar uma pedra ("M1") é causado pelo disparo de neurônios específicos no cérebro ("P1"). Quando o braço e a mão se movem para pegar a pedra ("P2"), isso não é causado pelo evento mental anterior M1, nem por M1 e P1 juntos, mas apenas por P1. As causas físicas são, em princípio, redutíveis à física fundamental e, portanto, as causas mentais são eliminadas usando essa explicação reducionista. Se P1 causar M1 e P2, não há sobredeterminação na explicação para P2.
A ideia de que, mesmo que o animal estivesse consciente, nada seria acrescentado à produção de comportamento, mesmo em animais do tipo humano, foi enunciada por La Mettrie (1745), e depois por Cabanis (1802), e foi explicada ainda mais por Hodgson (1870) e Huxley (1874). Jackson deu um argumento subjetivo a favor do epifenomenalismo, mas depois o refutou e adotou o fisicalismo.

### Paralelismo
O paralelismo psicofísico é uma visão muito incomum sobre a interação entre eventos mentais e físicos que foi mais proeminente, e talvez apenas verdadeiramente, defendida por Gottfried Wilhelm von Leibniz. Como Malebranche e outros antes dele, Leibniz reconheceu as fraquezas do relato de Descartes da interação causal ocorrendo em um local físico no cérebro. Malebranche decidiu que tal base material de interação entre material e imaterial era impossível e, portanto, formulou sua doutrina do ocasionalismo, afirmando que as interações eram realmente causadas pela intervenção de Deus em cada ocasião individual. A ideia de Leibniz é que Deus criou uma harmonia pré-estabelecida, de modo que apenas parece que eventos físicos e mentais causam e são causados um pelo outro. Na realidade, as causas mentais têm apenas efeitos mentais e as causas físicas apenas têm efeitos físicos. Portanto, o termo paralelismo é usado para descrever essa visão.

### Ocasionalismo
Ocasionalismo é uma doutrina filosófica sobre causalidade que diz que substâncias criadas não podem ser causas eficientes de eventos. Em vez disso, todos os eventos são considerados diretamente causados pelo próprio Deus. A teoria afirma que a ilusão de causalidade eficiente entre eventos mundanos surge de uma constante conjunção que Deus havia instituído, de modo que toda instância em que a causa está presente constitua uma "ocasião" para que o efeito ocorra como expressão do poder acima mencionado.  Essa relação de "ocasião", no entanto, fica aquém da causalidade eficiente. Nesta visão, não é o caso que o primeiro evento faça com que Deus cause o segundo evento: antes, Deus primeiro causou um e depois causou o outro, mas optou por regular esse comportamento de acordo com as leis gerais da natureza. Alguns de seus principais expoentes históricos foram Louis de la Forge, Arnold Geulincx e Nicholas Malebranche.

### Kantianismo
Segundo a filosofia de Immanuel Kant, há uma distinção entre as ações realizadas pelo desejo e as realizadas pela liberdade (imperativo categórico). Assim, nem todas as ações físicas são causadas ou por matéria ou por liberdade. Algumas ações são de natureza puramente animal, enquanto outras são o resultado de ações mentais sobre a matéria.

## Visão histórica

### Platão e Aristóteles
No diálogo Fédon, Platão formulou sua famosa Teoria das Formas como substâncias distintas e imateriais das quais os objetos e outros fenômenos que percebemos no mundo nada mais são do que meras sombras.
Platão deixa claro, no Fédon, que as Formas são a universalia ante res, isto é, são universais ideais, pelos quais somos capazes de entender o mundo. Em sua alegoria da caverna, Platão compara a conquista do entendimento filosófico a emergir no sol de uma caverna escura, onde apenas sombras vagas do que está além dessa prisão são lançadas vagamente sobre a parede. As formas de Platão não existem em nenhum lugar no tempo ou no espaço, mas nem existem na mente individual, nem no pleroma da matéria; ao contrário, diz-se que a matéria "participa" na forma (μεθεξις methexis). No entanto, ainda não estava claro, mesmo para Aristóteles, exatamente o que Platão pretendia com isso.
Aristóteles discutiu longamente contra muitos aspectos das formas de Platão, criando sua própria doutrina de hilemorfismo, em que forma e matéria coexistem. Em última análise, porém, o objetivo de Aristóteles era aperfeiçoar uma teoria das formas, em vez de rejeitá-la. Embora Aristóteles tenha rejeitado fortemente a existência independente que Platão atribuía às formas, sua metafísica concorda com as considerações a priori de Platão com bastante frequência. Por exemplo, Aristóteles argumenta que a forma substancial imutável e eterna é necessariamente imaterial. Como a matéria fornece um substrato estável para uma mudança de forma, a matéria sempre tem potencialidade para mudar. Assim, se for dada uma eternidade para fazê-lo, ele irá, necessariamente, exercer esse potencial.
Parte da psicologia de Aristóteles, o estudo da alma, é seu relato da capacidade dos seres humanos de raciocinar e da capacidade dos animais de perceber. Em ambos os casos, cópias perfeitas de formas são adquiridas, seja por impressão direta de formas ambientais, no caso da percepção, ou em virtude da contemplação, compreensão e lembrança. Ele acreditava que a mente pode literalmente assumir qualquer forma contemplada ou experimentada, e era única em sua capacidade de se tornar uma lousa em branco, sem forma essencial. Como os pensamentos da terra não são pesados, assim como pensamentos do fogo não são causalmente eficientes, eles fornecem um complemento imaterial para a mente sem forma.

### Do neoplatonismo ao escolasticismo
A escola filosófica do neoplatonismo, mais ativa na Antiguidade tardia, alegou que o físico e o espiritual são emanações do Uno. O neoplatonismo exerceu uma influência considerável no cristianismo, assim como a filosofia de Aristóteles via escolasticismo.
Na tradição escolástica de São Tomás de Aquino, cujas doutrinas foram incorporadas ao dogma católico romano, a alma é a forma substancial de um ser humano. Tomás de Aquino realizou as Quaestiones disputate de anima, ou "Perguntas disputadas sobre a alma", no studium provinciale romano da Ordem Dominicana em Santa Sabina, precursor da Pontifícia Universidade de São Tomás de Aquino, Angelicum, durante o ano acadêmico de 1265-66. Em 1268, Tomás de Aquino havia escrito pelo menos o primeiro livro de Sententia Libri De anima, o comentário de Tomás de Aquino sobre o De anima de Aristóteles, cuja tradução do grego foi concluída pelo associado dominicano de Tomás de Aquino em Viterbo William de Moerbeke em 1267. Como Aristóteles, Tomás de Aquino sustentou que o ser humano era uma substância composta unificada de dois princípios substanciais: forma e matéria. A alma é a forma substancial e, portanto, a primeira atualidade de um corpo orgânico material com potencial para a vida. Enquanto Tomás de Aquino defendia a unidade da natureza humana como uma substância composta constituída por esses dois princípios inextricáveis de forma e matéria, ele também defendia a incorruptibilidade da alma intelectual, em contraste com a corruptibilidade do vegetativo e sensível. animação de plantas e animais. Seu argumento para a subsistência e a incorruptibilidade da alma intelectual parte do princípio metafísico de que a operação segue após o ser (agiture sequitur esse), ou seja, a atividade de uma coisa revela o modo de ser e a existência sob a qual depende. Já que a alma intelectual exerce suas próprias operações intelectuais por si só sem empregar faculdades materiais, ou seja, operações intelectuais imateriais, o próprio intelecto e a alma intelectual também deve ser imaterial e portanto incorruptível. Embora a alma intelectual do homem possa subsistir com a morte do ser humano, Tomás de Aquino não sustenta que a pessoa humana possa permanecer integrada na morte. A alma intelectual separada não é um homem nem uma pessoa humana. A alma intelectual por si só não é uma pessoa humana (isto é, um suposto indivíduo de natureza racional). Por isso, Tomás de Aquino sustentou que "a alma de São Pedro ora por nós" seria mais apropriada do que "São Pedro ora por nós", porque todas as coisas relacionadas à sua pessoa, incluindo as memórias, terminaram com sua vida corporal.
A doutrina católica da ressurreição do corpo não adere a isso, vê o corpo e a alma como um todo e afirma que, na segunda vinda, as almas dos que partiram serão reunidas com seus corpos como uma pessoa (substância) e testemunha para o apocalipse. A coerência completa entre dogma e ciência contemporânea foi mantida aqui em parte a partir de uma observância séria ao princípio de que só pode haver uma verdade. A consistência com ciência, lógica, filosofia e fé permaneceu uma alta prioridade por séculos, e um doutorado universitário em teologia geralmente incluía todo o currículo de ciências como pré-requisito. Essa doutrina não é universalmente aceita pelos cristãos hoje. Muitos acreditam que a alma imortal de uma pessoa vai diretamente para o Céu após a morte do corpo.

### Descartes e seus discípulos
Em suas Meditações sobre a Primeira Filosofia, Descartes embarcou em uma missão na qual pôs em dúvida todas as suas crenças anteriores, a fim de descobrir do que ele podia ter certeza. Ao fazer isso, ele descobriu que podia duvidar de ter um corpo (poderia estar sonhando com isso ou que era uma ilusão criada por um gênio maligno), mas não podia duvidar se tinha uma mente. Isso deu a Descartes sua primeira ideia de que a mente e o corpo eram coisas diferentes. A mente, segundo Descartes, era uma "coisa pensante" (em latim: res cogitans) e uma substância imaterial. Essa "coisa" era a essência de si mesmo, aquilo que duvida, acredita, espera e pensa. O corpo, "a coisa que existe" (em latim: res extensa), regula as funções corporais normais (como coração e fígado). Segundo Descartes, os animais tinham apenas um corpo e não uma alma (o que distingue os seres humanos dos animais). A distinção entre mente e corpo é discutida na Meditação VI da seguinte forma: Eu tenho uma ideia clara e distinta de mim mesma como uma coisa pensante, inextensa, e uma ideia clara e distinta de corpo como uma coisa extensa e não pensante. Tudo o que eu posso conceber de forma clara e distinta, Deus pode criar.
A afirmação central do que é frequentemente chamado dualismo cartesiano, em homenagem a Descartes, é que a mente imaterial e o corpo material, embora sejam substâncias ontologicamente distintas, interagem causalmente. Essa é uma ideia que continua a aparecer com destaque em muitas filosofias não europeias. Eventos mentais causam eventos físicos e vice-versa. Mas isso leva a um problema substancial do dualismo cartesiano: como uma mente imaterial pode causar algo em um corpo material e vice-versa? Isso costuma ser chamado de "problema do interacionismo".
O próprio Descartes lutou para encontrar uma resposta viável para esse problema. Em sua carta a Isabel da Boêmia, Princesa do Palatinado, ele sugeriu que "espíritos" dos nervos interagiam com o corpo através da glândula pineal, uma pequena glândula no centro do cérebro, entre os dois hemisférios. O termo "dualismo cartesiano" também é frequentemente associado a essa noção mais específica de interação causal através da glândula pineal. No entanto, essa explicação não foi satisfatória: como uma mente imaterial pode interagir com a glândula pineal física? Como a teoria de Descartes era tão difícil de defender, alguns de seus discípulos, como Arnold Geulincx e Nicholas Malebranche, propuseram uma explicação diferente: que todas as interações mente-corpo exigiam a intervenção direta de Deus. Segundo esses filósofos, os estados apropriados da mente e do corpo eram apenas as ocasiões para tal intervenção, não causas reais. Esses ocasionalistas mantinham a tese forte de que toda causação era diretamente dependente de Deus, em vez de sustentar que toda causação era natural, exceto a entre mente e corpo.

### Formulações recentes
Além das teorias do dualismo já discutidas (particularmente os modelos cristão e cartesiano), existem novas teorias na defesa do dualismo. O dualismo naturalista vem do filósofo australiano David Chalmers (nascido em 1966), que argumenta que existe uma lacuna explicativa entre a experiência objetiva e subjetiva que não pode ser superada pelo reducionismo porque a consciência é, pelo menos, logicamente autônoma das propriedades físicas sobre as quais ela supervém. Segundo Chalmers, um relato naturalista do dualismo de propriedade requer uma nova categoria fundamental de propriedades descrita pelas novas leis da superveniência; o desafio é análogo ao de entender a eletricidade com base nos modelos mecanicista e newtoniano de materialismo anteriores às equações de Maxwell.
Uma defesa semelhante vem do filósofo australiano Frank Jackson (nascido em 1943), que reviveu a teoria do epifenomenalismo, que argumenta que os estados mentais não desempenham um papel nos estados físicos. Jackson argumenta que existem dois tipos de dualismo. O primeiro é o dualismo da substância, que assume que existe uma segunda forma não corporal da realidade. Nesta forma, corpo e alma são duas substâncias diferentes. A segunda forma é o dualismo da propriedade, que diz que corpo e alma são propriedades diferentes do mesmo corpo. Ele afirma que as funções da mente/alma são experiências internas, muito particulares, que não são acessíveis à observação de outras pessoas e, portanto, não são acessíveis pela ciência (pelo menos ainda não). Podemos saber tudo, por exemplo, sobre a habilidade de ecolocalização de um morcego, mas nunca saberemos como o morcego experimenta esse fenômeno.

## Argumentos para o dualismo

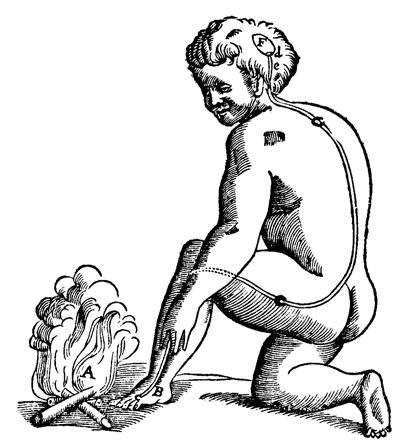
Mais uma das ilustrações de Descartes. O fogo desloca a pele, que puxa um fio minúsculo, que abre um poro no ventrículo (F), permitindo que o "espírito animal" flua através de um tubo oco, que infla o músculo da perna, causando a retirada do pé.

### O argumento subjetivo
Um fato importante é que as mentes percebem estados intramentais diferentemente dos fenômenos sensoriais e essa diferença cognitiva resulta em fenômenos físicos e mentais tendo propriedades aparentemente díspares. O argumento subjetivo sustenta que essas propriedades são inconciliáveis sob uma mente física.
Os eventos mentais têm uma certa qualidade subjetiva, enquanto os físicos parecem não ter. Assim, por exemplo, pode-se perguntar como é sentir um dedo queimado, como é o azul do céu ou como uma boa música soa. Filósofos da mente chamam os aspectos subjetivos de eventos mentais de qualia. Há algo que é como sentir dor, ver um tom familiar de azul, e assim por diante. Existem qualia envolvidos nesses eventos mentais. E a alegação é que os qualia não podem ser reduzidas a nada físico.
Thomas Nagel primeiro caracterizou o problema dos qualia para o monismo fisicalista em seu artigo "Como é ser um morcego?". Nagel argumentou que, mesmo que soubéssemos tudo o que havia para saber de uma perspectiva científica de terceira pessoa sobre o sistema de sonar de um morcego, ainda não saberíamos como é ser um morcego. No entanto, outros argumentam que os qualia são consequentes dos mesmos processos neurológicos que engendram a mente do morcego e serão totalmente compreendidos à medida que a ciência se desenvolver.
Frank Jackson formulou seu conhecido argumento do conhecimento com base em considerações semelhantes. Nesse experimento mental, conhecido como quarto de Mary, ele nos pede que consideremos uma neurocientista, Mary, que nasceu e viveu toda a sua vida em uma sala em preto e branco com uma televisão em preto e branco e um monitor de computador onde ela coleciona todos os dados científicos que puder sobre a natureza das cores. Jackson afirma que, assim que Mary sair da sala, ela terá novos conhecimentos que antes não possuía: o conhecimento da experiência das cores (ou seja, como elas são). Embora Mary saiba tudo o que há para saber sobre cores de uma perspectiva objetiva, na terceira pessoa, ela nunca soube, de acordo com Jackson, como era ver vermelho, laranja ou verde. Se Maria realmente aprende algo novo, deve ser o conhecimento de algo não físico, pois ela já sabia tudo sobre os aspectos físicos da cor.
No entanto, Jackson posteriormente rejeitou seu argumento e adotou o fisicalismo. Ele observa que Maria obtém conhecimento não da cor, mas de um novo estado intramental, ver a cor. Além disso, ele observa que Maria pode dizer "uau" e, como um estado mental que afeta o físico, isso se chocou com sua visão anterior do epifenomenalismo. A resposta de David Lewis a esse argumento, agora conhecido como argumento da capacidade, é que aquilo que Mary realmente conheceu foi simplesmente a capacidade de reconhecer e identificar sensações de cores às quais ela não havia sido exposta anteriormente. Daniel Dennett e outros também fornecem argumentos contra essa noção (consulte Objeções).

### O argumento dos zumbis
O argumento dos zumbis é baseado em um experimento mental proposto por David Chalmers. A ideia básica é que se possa imaginar e, portanto, conceber a existência de um ser humano/corpo aparentemente funcional sem que nenhum estado consciente esteja associado a ele.
O argumento de Chalmers é que parece plausível que tal ser possa existir, porque tudo o que é necessário é que todas e apenas as coisas que as ciências físicas descrevem e observam sobre um ser humano sejam verdadeiras para o zumbi. Nenhum dos conceitos envolvidos nessas ciências faz referência à consciência ou outros fenômenos mentais, e qualquer entidade física pode ser descrita cientificamente via física, seja ela consciente ou não. A mera possibilidade lógica de um p-zombie demonstra que a consciência é um fenômeno natural além das explicações insatisfatórias atuais. Chalmers afirma que provavelmente não se poderia construir um p-zombie vivo porque os seres vivos parecem exigir um nível de consciência. No entanto, robôs (inconscientes?) construídos para simular humanos podem se tornar os primeiros p-zumbis reais. Por isso, Chalmers, meio brincando, pede a necessidade de construir um "medidor de consciência" para verificar se alguma entidade, humana ou robô, está consciente ou não.
Outros, como Dennett, argumentaram que a noção de um zumbi filosófico é um conceito incoerente ou improvável. Em particular, nada prova que uma entidade (por exemplo, um computador ou robô) que imite perfeitamente seres humanos, e especialmente imite expressões de sentimentos (como alegria, medo, raiva, ...), não os experimente, portanto tendo estados de consciência semelhantes aos que um humano real teria. Argumenta-se que, sob o fisicalismo, é preciso acreditar que alguém incluindo a si mesmo pode ser um zumbi ou que ninguém pode ser um zumbi - seguindo a afirmação de que a própria convicção de ser (ou não ser) um zumbi é um produto de o mundo físico e, portanto, não é diferente do de qualquer outra pessoa.

### Argumento das ciências especiais
Robinson argumenta que, se o dualismo de predicado está correto, existem "ciências especiais" irredutíveis à física. Esses assuntos supostamente irredutíveis, que contêm predicados irredutíveis, diferem das ciências exatas por serem relativos ao interesse. Aqui, os campos relativos ao interesse dependem da existência de mentes que podem ter perspectivas interessadas. A psicologia é uma dessas ciências; depende completamente e pressupõe a existência da mente.
Física é a análise geral da natureza, conduzida para entender como o universo se comporta. Por outro lado, o estudo dos padrões meteorológicos do tempo ou do comportamento humano é apenas do interesse dos próprios seres humanos. O ponto é que ter uma perspectiva do mundo é um estado psicológico. Portanto, as ciências especiais pressupõem a existência de mentes que podem ter esses estados. Se alguém deseja evitar o dualismo ontológico, a mente que tem uma perspectiva deve fazer parte da realidade física à qual aplica sua perspectiva. Se for esse o caso, então, para perceber o mundo físico como psicológico, a mente deve ter uma perspectiva sobre o físico. Isso, por sua vez, pressupõe a existência da mente.
No entanto, a ciência cognitiva e a psicologia não exigem que a mente seja irredutível e operam na suposição de que ela possui base física. De fato, é comum na ciência pressupor um sistema complexo; enquanto campos como química, biologia ou geologia podem ser expressos verbalmente em termos da teoria quântica de campos, é conveniente usar níveis de abstração como moléculas, células ou manto. Muitas vezes é difícil decompor esses níveis sem análises pesadas e computação. Sober também avançou argumentos filosóficos contra a noção de irredutibilidade.

### Argumento da identidade pessoal
Esse argumento diz respeito às diferenças entre a aplicabilidade de condicionais contrafatuais a objetos físicos, por um lado, e a agentes pessoais conscientes, por outro. No caso de qualquer objeto material, por exemplo, uma impressora, podemos formular uma série de contrafactuais da seguinte maneira:
1. Esta impressora poderia ter sido feita de palha.
2. Essa impressora poderia ter sido fabricada com algum outro tipo de plástico e transistor de tubo de vácuo.
3. Esta impressora poderia ter sido composta por 95% do que é realmente feito e 5% de transistores de tubo de vácuo, etc.

Em algum momento, desde que a impressora é composta exatamente das peças e materiais que realmente a constituem, e que a impressora é composta de algum material diferente, digamos, 20%, a questão de saber se essa impressora é a mesma impressora se torna uma questão de convenção arbitrária.

Imagine o caso de uma pessoa, Frederick, que tem uma contraparte nascida do mesmo óvulo e um espermatozoide ligeiramente modificado geneticamente. Imagine uma série de casos contrafatuais correspondentes aos exemplos aplicados à impressora. Em algum lugar ao longo do caminho, não se tem mais certeza da identidade de Frederick. Neste último caso, alega-se, a sobreposição de constituição não pode ser aplicada à identidade da mente. Como Madell coloca:
"Mas enquanto meu corpo atual pode, portanto, ter sua contraparte parcial em algum mundo possível, minha consciência atual não pode. Qualquer estado atual de consciência que eu possa imaginar é ou não meu. Não há questão de grau aqui." 
Se a contraparte de Frederick, Frederickus, é 70% constituída da mesma substância física que Frederick, isso significa que também é 70% mentalmente idêntica a Frederick? Faz sentido dizer que algo é mentalmente 70% de Frederick? Uma solução possível para esse dilema é a do individualismo aberto.
Richard Swinburne, em seu livro A Existência de Deus, apresentou um argumento para o dualismo mente-corpo baseado na identidade pessoal. Ele afirma que o cérebro é composto por dois hemisférios e um cordão ligando os dois e que, como a ciência moderna demonstrou, qualquer um desses pode ser removido sem que a pessoa perca nenhuma memória ou capacidade mental.
Ele então cita um experimento mental para o leitor, perguntando o que aconteceria se cada um dos dois hemisférios de uma pessoa fosse colocado dentro de duas pessoas diferentes. Ou, afirma Swinburne, um dos dois sou eu ou nenhum deles - e não há como dizer qual, pois cada um terá memórias e capacidades mentais semelhantes ao outro. De fato, afirma Swinburne, mesmo que as capacidades e memórias mentais de alguém sejam muito mais semelhantes à pessoa original do que as outras, elas ainda podem não ser ele.
A partir daqui, ele deduz que, mesmo que saibamos o que aconteceu com cada átomo dentro do cérebro de uma pessoa, ainda não sabemos o que aconteceu com eles como uma identidade. A partir daqui, segue-se que uma parte de nossa mente, ou nossa alma, é imaterial e, como consequência, que o dualismo mente-corpo é verdadeiro.

### Argumento da razão
Filósofos e cientistas como Victor Reppert, William Hasker e Alvin Plantinga desenvolveram um argumento para o dualismo apelidado de "argumento da razão". Eles dão crédito a C. S. Lewis por trazer primeiro o argumento à luz em seu livro Milagres; Lewis chamou o argumento "A Dificuldade Cardinal do Naturalismo", que era o título do capítulo três de Milagres.
O argumento postula que, se, como o naturalismo implica, todos os nossos pensamentos são o efeito de uma causa física, então não temos motivos para supor que eles também sejam consequentes a uma base razoável. No entanto, o conhecimento é apreendido pelo raciocínio da base ao consequente. Portanto, se o naturalismo fosse verdadeiro, não haveria maneira de conhecê-lo (ou qualquer outra coisa), exceto por um acaso.
Por essa lógica, a afirmação "Tenho motivos para acreditar que o naturalismo é válido" é inconsistente da mesma maneira que "nunca digo a verdade". Ou seja, concluir sua verdade eliminaria as bases para alcançá-la. Para resumir o argumento do livro, Lewis cita J. B. S. Haldane, que apela a uma linha de raciocínio semelhante:
Se meus processos mentais são determinados inteiramente pelos movimentos dos átomos no meu cérebro, não tenho motivos para supor que minhas crenças são verdadeiras... e, portanto, não tenho motivos para supor que meu cérebro seja composto de átomos.

— J. B. S. Haldane, Possible Worlds, p. 209  
Em seu ensaio "A Teologia é Poesia?", O próprio Lewis resume o argumento de maneira semelhante quando escreve:
Se as mentes são totalmente dependentes dos cérebros, e os cérebros da bioquímica, e a bioquímica (a longo prazo) do fluxo sem sentido dos átomos, não consigo entender como o pensamento dessas mentes deveria ter mais significado do que o som do vento nas árvores.

— C. S. Lewis, The Weight of Glory and Other Addresses, p. 139 
Mas Lewis depois concordou com a resposta de Elizabeth Anscombe ao seu argumento sobre Milagres. Ela mostrou que um argumento poderia ser válido e consequente, mesmo que suas proposições fossem geradas por causa e efeito físicos por fatores não racionais. Semelhante a Anscombe, Richard Carrier e John Beversluis escreveram objeções extensivas ao argumento da razão sobre a insustentabilidade de seu primeiro postulado.

### Argumentos cartesianos
Descartes apresenta dois argumentos principais para o dualismo em Meditações: primeiro, o "argumento modal", ou o "argumento de percepção clara e distinta", e segundo o argumento de "indivisibilidade" ou "divisibilidade".
O "argumento modal" pode ser resumido da seguinte maneira:
- É imaginável que a mente possa existir sem o corpo.

Portanto
- É concebível que a mente possa existir sem o corpo.

Portanto
- É possível que a mente possa existir sem o corpo.

Portanto
- A mente de uma pessoa é uma entidade diferente do corpo.[56]

O argumento se distingue do argumento dos zumbis porque estabelece que a mente poderia continuar a existir sem o corpo, em vez de que o corpo inalterado poderia existir sem a mente.
Alvin Plantinga, J. P. Moreland e Edward Feser apoiaram o argumento, embora Feser e Moreland pensem que ele deve ser cuidadosamente reformulado para ser eficaz.
O "argumento da indivisibilidade" para o dualismo foi redigido por Descartes da seguinte forma: "há uma grande diferença entre uma mente e um corpo, porque o corpo, por sua própria natureza, é algo divisível, enquanto a mente é claramente indivisível ... na medida em que como sou apenas uma coisa que pensa, não consigo distinguir nenhuma parte em mim ... Embora toda a mente pareça estar unida a todo o corpo, no entanto, fosse um pé ou um braço ou qualquer outra parte do corpo amputada, eu sei que nada seria tirado da mente."
O argumento baseia-se no princípio da identidade dos indiscerníveis de Leibniz, que afirma que duas coisas são iguais, se e somente se elas compartilham todas as suas propriedades. Um contra-argumento é a ideia de que a matéria não é infinitamente divisível e, portanto, que a mente pode ser identificada com coisas materiais que não podem ser divididas, ou mônadas potencialmente leibnizianas.

## Argumentos contra o dualismo

### Argumentos da interação causal

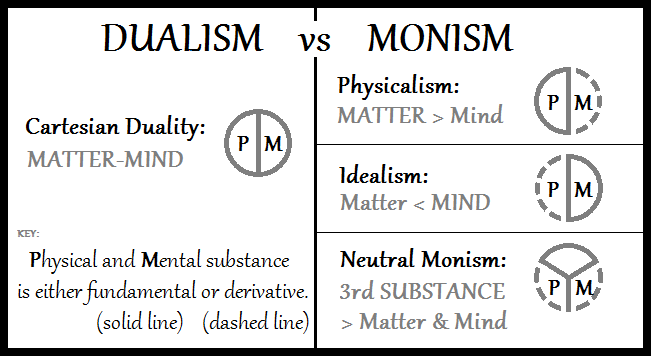
Dualismo cartesiano comparado a três formas de monismo

Um argumento contra o dualismo é em relação à interação causal. Se a consciência (a mente) pode existir independentemente da realidade física (o cérebro), é preciso explicar como as memórias físicas são criadas com relação à consciência. O dualismo deve, portanto, explicar como a consciência afeta a realidade física. Uma das principais objeções ao interacionismo dualista é a falta de explicação de como o material e o imaterial são capazes de interagir. Variedades de dualismo segundo as quais uma mente imaterial afeta causalmente o corpo material e vice-versa sofreram um ataque extenuante de diferentes quadrantes, especialmente no século XX. Os críticos do dualismo frequentemente perguntam como algo totalmente imaterial pode afetar algo totalmente material - esse é o problema da interação causal básico.
Primeiro, não está claro onde a interação aconteceria. Por exemplo, queimar o dedo causa dor. Aparentemente, existe uma cadeia de eventos que leva da queima da pele à estimulação das terminações nervosas, a algo acontecendo nos nervos periféricos do corpo que leva ao cérebro, a algo acontecendo em uma parte específica do cérebro e finalmente resultando na sensação de dor. Mas a dor não deve ser espacialmente localizada. Pode-se responder que a dor "ocorre no cérebro". Mas, evidentemente, a dor está no dedo. Isso pode não ser uma crítica devastadora.
No entanto, há um segundo problema sobre a interação. Nomeadamente, a questão de como a interação ocorre, em que, no dualismo, "a mente" é assumida como não física e, por definição, fora do domínio da ciência. O mecanismo que explica a conexão entre o mental e o físico seria, portanto, uma proposição filosófica em comparação com uma teoria científica. Por exemplo, compare esse mecanismo com um mecanismo físico que seja bem entendido. Tome uma relação causal muito simples, como quando uma bola branca de bilhar bate em uma bola oito e faz com que ela entre no buraco. O que acontece nesse caso é que a bola mestra tem uma certa quantidade de momento à medida que sua massa se move sobre a mesa de sinuca com uma certa velocidade e, em seguida, esse momento é transferido para a bola oito, que então segue em direção à bolsa. Compare isso com a situação no cérebro, onde se quer dizer que uma decisão faz com que alguns neurônios disparem e, assim, faz com que um corpo se mova pela sala. A intenção de "atravessar a sala agora" é um evento mental e, como tal, não possui propriedades físicas, como força. Se não tiver força, parece que não poderia causar o disparo de nenhum neurônio. No entanto, com o Dualismo, é necessária uma explicação de como algo sem propriedades físicas tem efeitos físicos.

### Respostas ao argumento
Alfred North Whitehead e, mais tarde, David Ray Griffin, emolduraram uma nova ontologia (filosofia do processo) buscando precisamente evitar as armadilhas do dualismo ontológico.
A explicação dada por Arnold Geulincx e Nicholas Malebranche é a do ocasionalismo, onde todas as interações mente-corpo exigem a intervenção direta de Deus.
Na época em que C. S. Lewis escreveu Milagres, a mecânica quântica (e o indeterminismo físico) estavam apenas nos estágios iniciais de aceitação, mas ainda assim Lewis afirmou a possibilidade lógica de que, se o mundo físico fosse indeterminista, isso forneceria uma ponto de entrada (interação) no sistema fechado tradicionalmente visto, onde um evento fisicamente provável/improvável descrito cientificamente poderia ser descrito filosoficamente como uma ação de uma entidade não física na realidade física. Ele afirma, no entanto, que nenhum dos argumentos em seu livro dependerá disso. Também deve-se notar que, enquanto algumas interpretações da mecânica quântica consideram indeterminado o colapso da função de onda, em outros, esse evento é definido e determinístico.

### O argumento da física
O argumento da física está intimamente relacionado ao argumento da interação causal. Muitos físicos e pesquisadores da consciência argumentaram que qualquer ação de uma mente não física no cérebro implicaria a violação de leis físicas, como a conservação de energia.
Ao assumir um universo físico determinístico, a objeção pode ser formulada com mais precisão. Quando uma pessoa decide atravessar uma sala, geralmente entende-se que a decisão de fazê-lo, um evento mental, imediatamente faz disparar um grupo de neurônios no cérebro dessa pessoa, um evento físico que, em última análise, resulta em sua caminhada através da sala. O problema é que, se algo totalmente não físico está causando o disparo de vários neurônios, não há evento físico que cause o disparo. Isso significa que é necessário gerar alguma energia física contra as leis físicas do universo determinístico - isso é por definição um milagre e não pode haver explicação científica de experimento repetível realizado com relação a de onde veio a energia física para o disparo. Tais interações violariam as leis fundamentais da física. Em particular, se alguma fonte externa de energia é responsável pelas interações, isso violaria a lei da conservação de energia. O interacionismo dualista foi, portanto, criticado por violar um princípio heurístico geral da ciência: o fechamento causal do mundo físico.

### Respostas ao argumento da física
A Enciclopédia Stanford de Filosofia e a Nova Enciclopédia Católica dão duas respostas possíveis às objeções acima. A primeira resposta é que a mente pode influenciar a distribuição de energia, sem alterar sua quantidade. A segunda possibilidade é negar que o corpo humano esteja fechado causalmente, pois a conservação de energia se aplica apenas a sistemas fechados. No entanto, os fisicalistas objetam que não existem evidências para o não fechamento causal do corpo humano. Robin Collins responde que as objeções à conservação de energia entendem mal o papel da conservação de energia na física. Cenários bem compreendidos na relatividade geral violam a conservação de energia e a mecânica quântica fornece precedentes para interações causais ou correlação sem troca de energia ou momento. No entanto, isso não significa que a mente gaste energia e, apesar disso, ainda não exclui o sobrenatural.
Outra resposta é semelhante ao paralelismo - Mills sustenta que os eventos comportamentais são causalmente sobredeterminados e podem ser explicados apenas por causas físicas ou mentais. Um evento sobredeterminado é totalmente explicado por várias causas ao mesmo tempo. No entanto, J. J. C. Smart e Paul Churchland apontaram que, se os fenômenos físicos determinam completamente os eventos comportamentais, então, pela lâmina de Occam, uma mente não física é desnecessária.
Robinson sugere que a interação possa envolver energia escura, matéria escura ou algum outro processo científico atualmente desconhecido. No entanto, esses processos seriam necessariamente físicos e, nesse caso, o dualismo é substituído pelo fisicalismo, ou o ponto de interação é deixado para estudo posteriormente, quando esses processos físicos forem compreendidos.
Outra resposta é que a interação que ocorre no corpo humano pode não ser descrita pela mecânica clássica da "bola de bilhar". Se uma interpretação não determinística da mecânica quântica estiver correta, os eventos microscópicos são indeterminados, enquanto o grau de determinismo aumenta com a escala do sistema (consulte Decoerência quântica). Os filósofos Karl Popper e John Eccles e o físico Henry Stapp teorizaram que essa indeterminação pode se aplicar na escala macroscópica. No entanto, Max Tegmark argumentou que cálculos clássicos e quânticos mostram que os efeitos de decoerência quântica não desempenham um papel na atividade cerebral. De fato, estados quânticos macroscópicos só foram observados em supercondutores perto de zero absoluto.
Outra resposta ao problema de interação é notar que não parece haver um problema de interação para todas as formas de dualismo de substância. Por exemplo, o dualismo tomístico (o dualismo de Tomás de Aquino) obviamente não enfrenta nenhum problema com relação à interação.   

### Argumento do dano cerebral
Este argumento foi formulado por Paul Churchland, entre outros. O ponto é que, em casos de algum tipo de dano cerebral (por exemplo, causado por acidentes automobilísticos, abuso de drogas, doenças patológicas, etc.), é sempre o caso que a substância mental e/ou propriedades da pessoa são alteradas ou comprometidas significativamente. Se a mente fosse uma substância completamente separada do cérebro, como seria possível que toda vez que o cérebro fosse ferido, a mente também fosse ferida? De fato, é muito frequente que se possa prever e explicar o tipo de deterioração ou mudança mental ou psicológica que os seres humanos sofrerão quando partes específicas de seus cérebros são danificadas. Portanto, a questão para o dualista tentar confrontar é como tudo isso pode ser explicado se a mente é uma substância separada e imaterial do cérebro, ou se suas propriedades são ontologicamente independentes do cérebro.
O dualismo da propriedade e o "dualismo emergente" de William Hasker procuram evitar esse problema. Eles afirmam que a mente é uma propriedade ou substância que emerge do arranjo apropriado da matéria física e, portanto, pode ser afetada por qualquer rearranjo da matéria.
Phineas Gage, que sofreu a destruição de um ou de ambos os lobos frontais por uma barra de ferro de projétil, é frequentemente citado como um exemplo que ilustra que o cérebro causa a mente. Gage certamente exibiu algumas mudanças mentais após o acidente. Esse evento físico, a destruição de parte de seu cérebro, causou algum tipo de mudança em sua mente, sugerindo uma correlação entre estados cerebrais e estados mentais; mas estudos apontam um exagero da descrição do caso. Há outros exemplos semelhantes; o neurocientista David Eagleman descreve o caso de um outro indivíduo que exibiu escalada de pedofilia tendências em dois momentos diferentes, e em cada caso foi encontrado para ter tumores de crescimento em uma parte específica do seu cérebro.
Estudos de caso à parte, experimentos modernos demonstraram que a relação entre cérebro e mente é muito mais do que simples correlação. Ao danificar ou manipular áreas específicas do cérebro repetidamente sob condições controladas (por exemplo, em macacos) e obter de forma confiável os mesmos resultados em medidas de estado e habilidades mentais, os neurocientistas mostraram que a relação entre dano ao cérebro e deterioração mental é provavelmente causal. Esta conclusão é apoiada ainda por dados dos efeitos de substâncias químicas neuroativas (como as que afetam os neurotransmissores) nas funções mentais, mas também de pesquisas sobre neuroestimulação (estimulação elétrica direta do cérebro, incluindo estimulação magnética transcraniana).
Ainda assim, David Chalmers questiona que correlatos neurais igualmente não explicam a causação de uma consciência (correlação não implica causalidade) e permanece aberta a questão se há dependência total da existência e funcionamento da mente sobre o corpo ou não.

### Argumento do desenvolvimento biológico
Outro argumento comum contra o dualismo consiste na ideia de que, uma vez que os seres humanos (tanto filogeneticamente quanto ontogeneticamente) começam sua existência como entidades inteiramente físicas ou materiais, e como nada fora do domínio físico é adicionado posteriormente no curso do desenvolvimento, então nós devemos necessariamente acabar sendo seres materiais totalmente desenvolvidos. Não há nada imaterial ou mentalista envolvido na concepção, na formação da blástula, na gástrula e assim por diante. A postulação de uma mente não física pareceria supérflua.

### Argumento da neurociência
Em alguns contextos, as decisões que uma pessoa toma podem ser detectadas com até 10 segundos de antecedência por meio da varredura de sua atividade cerebral, mas não sem críticas quanto à interpretação. Além disso, experiências subjetivas e atitudes secretas podem ser detectadas, como imagens mentais. Esta é uma forte evidência empírica de que processos cognitivos têm uma base física no cérebro.    

### O argumento da simplicidade
O argumento da simplicidade é provavelmente a forma mais simples e também a mais comum de argumentar contra o dualismo do mental. O dualista sempre se depara com a questão de por que alguém deveria achar necessário acreditar na existência de duas entidades ontologicamente distintas (mente e cérebro), quando parece possível e tornaria uma tese mais simples para testar defronte evidências científicas explicar os mesmos eventos e propriedades em termos de um. É um princípio heurístico na ciência e na filosofia não assumir a existência de mais entidades do que o necessário para explicações e previsões claras (veja a Navalha de Occam).
Esse argumento foi criticado por Peter Glassen em um debate com J. J. C. Smart nas páginas de Philosophy no final dos anos 70 e início dos anos 80. Glassen argumentou que, por não ser uma entidade física, a Navalha de Occam não pode ser constantemente apelada por um fisicalista ou materialista como justificativa de estados ou eventos mentais, como a crença de que o dualismo é falso. A ideia é que a navalha de Occam possa não ser tão "irrestrita" como é normalmente descrita (aplicável a todos os postulados qualitativos, até abstratos), mas concreta (apenas se aplica a objetos físicos). Se alguém aplica a Navalha de Occam sem restrições, então ela recomenda o monismo até que o pluralismo receba mais apoio ou seja refutado. Se alguém aplicar a Navalha de Occam apenas concretamente, então ela não poderá ser usada em conceitos abstratos (essa rota, no entanto, tem sérias consequências para a seleção entre hipóteses sobre o abstrato).